# Мечтательница
«Мечтательница» (фр. La Rêveuse) — картина французского живописца Антуана Ватто, датируемая в промежутке от 1712 до 1717 годов. В настоящее время является частью собрания Института искусств в Чикаго (инв. 1960.305). Техника исполнения произведения — масляная живопись по дереву, размер картины — 23,2 × 17 см.
Картина изображает сидящую посреди пейзажа молодую женщину в экзотическом костюме из красного платья и белого чепца — повторяющийся образ, также присутствующий на нескольких картинах и рисунках Ватто, в том числе таких известных, как «Кокетки» («Актёры Французского театра») и «Полька». Изображенный на картине костюм по-разному трактовался различными исследователями — он определялся то как польский, то как турецкий. Также высказывались предположения относительно личности изображённой женщины, в частности называлось имя современницы Ватто, артистки «Комеди Франсез» Шарлотты Демар.
В первой половине XVIII века «Мечтательница» принадлежала одному из ближайших друзей Ватто, канонику парижской церкви Сен-Жермен-л’Осеруа аббату Пьеру-Морису Аранже. На протяжении последующих двух столетий она имела хождение в частных коллекциях и на художественном рынке, пока не оказалась в первой половине XX века у видного арт-дилера и знатока произведений искусства Жоржа Вильденштейна; в 1960 году последний продал картину в собственность Чикагского института искусств.

## Участие в выставках
| Год                                                                                               | Название | Место проведения                                                                                              | Кат. номер |
| ------------------------------------------------------------------------------------------------- | --- | --- | ---------- |
| 1874                                                                                              | «Ouvrages de peinture exposés au profit de la colonisation de l’Algérie par les Alsaciens-Lorrains au Palais de la Présidence ou Corps législatif…» | Общество защиты французских эльзасцев и лотарингцев, Париж                                                    | 526        |
| 1883–1884                                                                                         | «L’Art du XVIIIe siècle» | Галерея Жоржа Пети, Париж                                                                                     | 145        |
| 1943                                                                                              | «Fashion in Headdress, 1450–1943» | Галерея Вильденштейн, Нью-Йорк                                                                                | 36         |
| 1956                                                                                              | «De Watteau a Prud’hon» | Gazette des Beaux-Arts, Париж                                                                                 | 95         |
| 1959                                                                                              | «Age of Elegance: The Rococo and its Effect» | Художественный музей, Балтимор                                                                                | 35         |
| 1975                                                                                              | «The Age of Louis XV: French Painting, 1710–1774»                                                                                                   | Музей искусств, Толидо                                                                                        | 120        |
| 1976                                                                                              | «Selected Works of 18th Century French Art in the Collections of the Art Institute of Chicago»                                                      | Институт искусств, Чикаго                                                                                     | 2          |
| 1984–1985                                                                                         | «Watteau, 1684–1721» | Национальная галерея искусства, Вашингтон; Национальная галерея Большого дворца, Париж; Шарлоттенбург, Берлин | P. 26      |
| Обобщающие источники: Grasselli, Rosenberg, Parmantier, 1984, p. 306; Wise, Warner, 1996, p. 170. | | |            |